# Andy Toolson
Andrew Kent "Andy"Toolson  (Chicago, Illinois; 19 de enero de 1966) es un exjugador de baloncesto estadounidense. Con 1.98 metros de estatura, jugaba en la posición de alero. Es padre del también jugador Conner Toolson, nacido durante su estancia en la liga española.

## Trayectoria deportiva

### Universidad
Jugó durante cuatro temporadas con los Cougars de la Universidad Brigham Young, en las que promedió 11,9 puntos y 4,6 rebotes por partido. En 1990 fue incluido en el segundo mejor quinteto de la Western Athletic Conference.

### Profesional
Tras no se elegido en el Draft de la NBA, fichó como agente libre por Utah Jazz, donde jugó temporada y media.
El resto de su carrera la disputaría en Europa, jugando en diversos equipos de la liga ACB, la liga italiana y la liga griega.

## Estadísticas de su carrera en la NBA

### Temporada regular
| Temporada | Edad | Equipo    | Liga | P  | TIT | MIN  | TC  | TCA | %TC  | 3P  | 3PA | %3P  | TL  | TLA | %TL  | R.OF. | R.DEF. | REB | ASIS | ROB | TAP | PER | FP  | PTS |
| 1990-91   | 25   | Utah Jazz | NBA  | 47 | 15  | 10.0 | 1.1 | 2.6 | .403 | 0.3 | 0.7 | .375 | 0.5 | 0.7 | .758 | 0.7   | 0.7    | 1.4 | 0.7  | 0.3 | 0.0 | 0.5 | 1.2 | 2.9 |
| 1995-96   | 30   | Utah Jazz | NBA  | 13 | 0   | 4.1  | 0.6 | 1.7 | .364 | 0.2 | 0.9 | .250 | 0.2 | 0.3 | .750 | 0.0   | 0.5    | 0.5 | 0.1  | 0.0 | 0.0 | 0.2 | 0.9 | 1.7 |
| Total     |      |           | NBA  | 60 | 15  | 8.7  | 1.0 | 2.4 | .397 | 0.3 | 0.7 | .341 | 0.5 | 0.6 | .757 | 0.5   | 0.7    | 1.2 | 0.5  | 0.2 | 0.0 | 0.4 | 1.2 | 2.7 |

### Playoffs
| Temporada | Edad | Equipo    | Liga | P | MIN | TCA | TC | 3PA | 3P | TLA | TL | R.OF. | REB | ASIS | ROB | TAP | PER | FP | PTS | %TC  | %3P  | %FT | MIN | PTS | REB | AST |
| 1990-91   | 25   | Utah Jazz | NBA  | 2 | 4   | 0   | 2  | 0   | 1  | 0   | 0  | 0     | 0   | 1    | 1   | 0   | 0   | 0  | 0   | .000 | .000 |     | 2.0 | 0.0 | 0.0 | 0.5 |
| Total     |      |           | NBA  | 2 | 4   | 0   | 2  | 0   | 1  | 0   | 0  | 0     | 0   | 1    | 1   | 0   | 0   | 0  | 0   | .000 | .000 |     | 2.0 | 0.0 | 0.0 | 0.5 |